# فستالية مغطاة
فستالية مغطاة (الاسم العلمي:Vestalis velata)  هي نوع من الحشرات يتبع جنس الفستالية من الفصيلة الرعاشية                             .	